# Triccheballacche

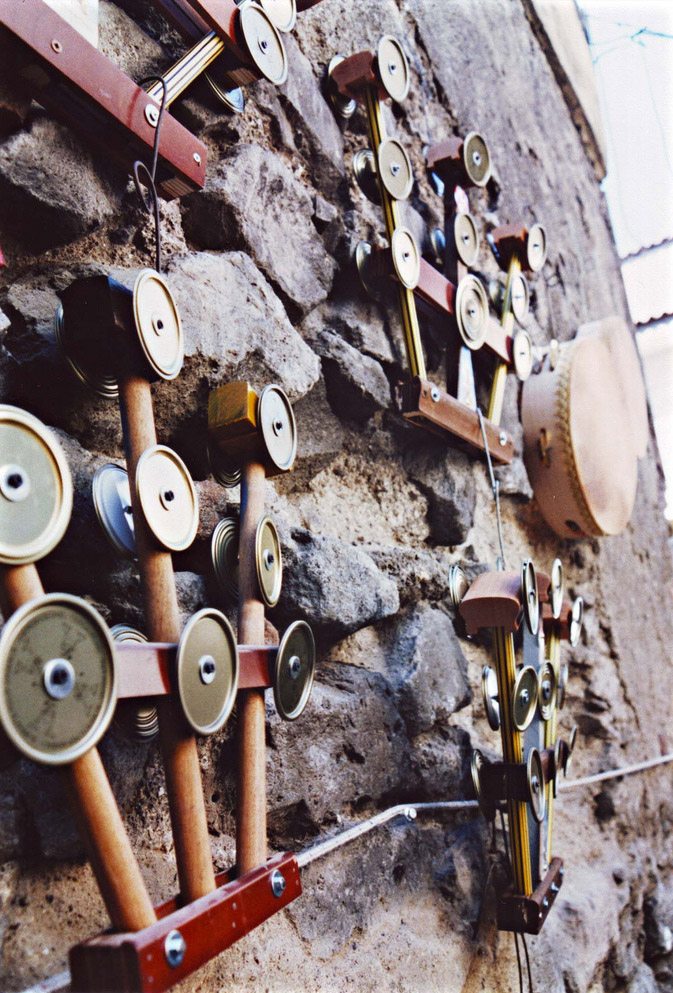
Triccheballacche

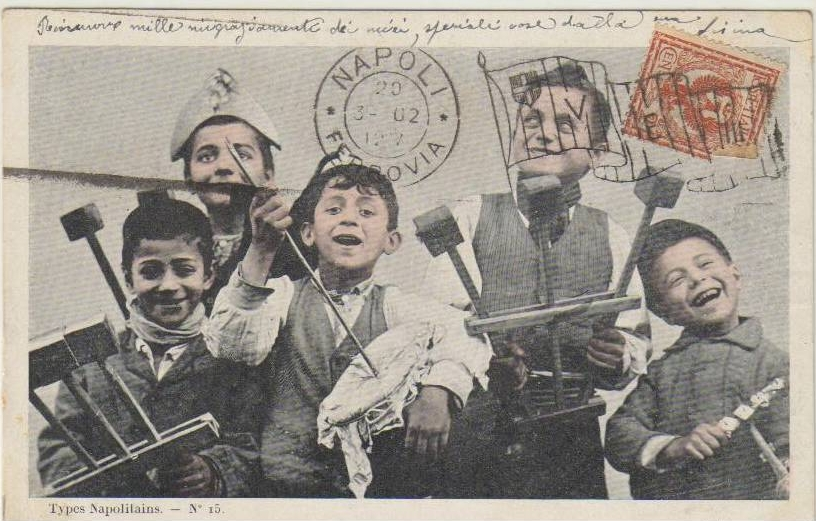
Cinq scugnizzi jouant de la triccheballacche.

Le triccheballacche, aussi tricballàc ou triccaballacca, est un instrument de musique à percussion, de la catégorie des idiophones, caractéristique de la tradition populaire napolitaine.

## Facture
Le triccheballacche est constitué d'un châssis en bois, en forme d'éventail, terminé aux extrémités par deux maillets  que le musicien fait coulisser pour frapper un troisième maillet  fixé au centre : en outre, les faces externes des maillets sont munies d'anneaux ou de rondelles métalliques qui produisent, lors de la percussion, un son similaire à un tambourin. 
Le triccheballacche est aussi un des instruments préférés du célèbre Polichinelle.

## Sources
- (it) Cet article est partiellement ou en totalité issu de l’article de Wikipédia en italien intitulé « Triccheballacche » (voir la liste des auteurs).